# Le Dernier Pistolet
Pour plus de détails, voir Fiche technique et Distribution.
Le Dernier Pistolet (Jim il primo) est un western spaghetti italien sorti en 1964, réalisé par Sergio Bergonzelli.

## Synopsis
Jim, dit Il primo, est un pistolero qui a décidé d'abandonner définitivement cette activité. Mais quand arrive en ville une bande malfaiteurs, il se ravise, et décide d'agir masqué.

## Fiche technique
- Titre français : Le Dernier Pistolet
- Titre original italien : Jim il primo
- Genre : Western spaghetti
- Réalisation : Sergio Bergonzelli (comme Serge Bergon)
- Scénario : Dick Fullner, James Wilde Jr., Ambrogio Molteni (comme Ambrose Molteny)
- Production : Elido Sorrentino (comme Elio Sorrentine) pour Ras Film
- Photographie : Romolo Garroni (comme R. Garron), Amerigo Gengarelli
- Montage : Dolores Tamburini (souos le pseudo de Dolores Beatty)
- Effets spéciaux : Eastmancolor
- Musique : Marcello Gigante (comme Marcel Gigante)
- Décors : Gabriele Crisanti (comme Gabriel Christian)
- Costumes : Marinella Giorgi (comme Marinella Georgy)
- Maquillage : Serge Getty
- Année de sortie : 1964
- Durée : 85 minutes
- Pays :  Italie
- Distribution en Italie : Dipa (Indipendenti Regionali)
- Date de sortie en salle en France : 12 mai 1965[1]
- Affiche : Constantin Belinsky (France)

## Distribution
- Cameron Mitchell : Bill / Jim il primo
- Carl Möhner : Guitar
- Livio Lorenzon : Jess
- Kitty Carver : Janet
- Celina Cely : Dolores
- Mariangela Giordano (sous le pseudo de Mary Gordon)
- Donato Baster (comme Dony Batner) : Tommy
- Vittorio Noia (comme Vic Nojaski)
- Luigi Batzella (sous le pseudo de Paul Solvay) : Morgan
- Fanny Clair : Millie
- Giuseppe Mattei (comme John Mathews)
- Lina Alberti : la mère de Dolores
- Ugo Fangareggi (sous le pseudo de Hugo Mudd) : Forca
- Calisto Calisti : Glenn, père de Janet
- Attilio Severini : Peones
- Gino Marturano (non crédité) : Texas
- Diego Pozzetto (sous le pseudo de Diego Wells) : Noè
- Cinzia Rancher
- Luke Aary